# 177
177 (CLXXVII, na numeração romana) foi um ano comum do século II, do Calendário Juliano, da Era de Cristo, teve início a uma terça-feira e terminou também a uma terça-feira, e a sua letra dominical foi F.
| Ano completo                       |
| ---------------------------------- |
| Ano comum com início à terça-feira |

## Eventos
- Em Roma, o imperador Marco Aurélio associa o seu filho Cómodo ao governo, fazendo dele co-imperador.